# Santa Clarita Valley

De Santa Clarita Valley is de vallei van de Santa Clara River in Zuid-Californië. De vallei loopt door Los Angeles County en Ventura County. De grootste plaats is Santa Clarita.